# Cornelia Johanna van den Berg-van der Vlis
Cornelia Johanna „Cor“ van den Berg-van der Vlis (28. Oktober 1892 in Den Haag; † 8. September 1944 in Zeijen, Provinz Drenthe) war eine niederländische Widerstandskämpferin im Zweiten Weltkrieg.

## Leben
Cor van der Vlis’ Vater Jean François van der Vlis († 1932) war technischer Zeichner und leitender Sekretär des Eisenbahnaufsichtsrats und ihre Mutter die Lehrerin Cornelia Jacoba Wilhelmina Gerardina van Dijk. Sie erhielt den Taufnamen ihrer zwei Jahre zuvor gestorbenen dreijährigen Schwester Cornelia Johanna und wuchs mit ihrem älteren Bruder Charles in einer wallonischen reformierten Familie auf. Ihr Vater heiratete 1922 als Witwer die 45-jährige Witwe Johanna Margaretha Tam. Cor van der Vlis heiratete im Juli 1927 in Maastricht den Leutnant Christiaan Frederik van den Berg (1901–1943), der später Hauptmann der Infanterie wurde. Bedingt durch den Beruf ihres Mannes lebte das Paar 1929 in Leiden und 1939 nach Roosendaal und Nispen.

## Tätigkeit im Widerstand
Mit Beginn des Zweiten Weltkriegs wurde ihr Mann ab August 1939 mobilisiert und kämpfte vom 10. bis 15. Mai beim Überfall auf die Niederlande gegen die deutsche Invasionsarmee. Kurz nach der Kapitulation der Niederlande zog das Paar zum Koningsplein in Den Haag, wo ihr Mann sich in der Widerstandsgruppe Ordedienst um Johan Schimmelpenninck engagierte. Nach dessen Verhaftung im Jahr 1941 leitete er die Gruppe, bis auch er und die anderen Mitglieder aufgrund von Verrat im März 1942 verhaftet wurden. Auch Cor van der Vlis wurde gefangen genommen, aber nach kurzer Zeit aus dem Scheveninger Gefängnis Oranjehotel freigelassen. Ihr Mann blieb eingesperrt und wurde zusammen mit den anderen Gruppenmitgliedern am 29. Juli 1943 auf der Leusderheide erschossen. Sie zog im März 1943 mit Hilfe ihres Bruders Chris van der Vlis, der Ingenieur und Leiter des Bauamtes der Gemeinde Leeuwarden war, in die Verstolkstraat 2 in Leeuwarden und begann im lokalen Ordedienst für den niederländischen Widerstand tätig zu werden.
Unter dem Pseudonym Annie Westland war Cor van der Vlis als Kurierin unterwegs. Als das nationale Widerstandsnetzwerk der Landelijke Organisatie voor Hulp aan Onderduikers (Nationale Organisation zur Unterstützung von Untergetauchten (LO)) gegründet wurde, wurde sie Chefkurierin in Friesland, arbeitete jedoch im ganzen Land. Am 9. August 1944 wurde sie auf dem Weg zu einem Treffen mit anderen Kurieren und um gestohlene Lebensmittelkarten abzuholen, in Utrecht verhaftet, weil die Zusammenkunft von der übergelaufenen Kurierin Miep Oranje aus Soest verraten worden war. Sie wurde in das Untersuchungsgefängnis Assen überstellt und dann im berüchtigten Scholtenhuis in Groningen verhört, der lokalen Außenstelle von Sicherheitspolizei (Sipo) und Sicherheitsdienst (SD) für die nördlichen Provinzen Groningen, Friesland und Drenthe. Eine Durchsuchung ihres Hauses in der Verstolkstraat blieb ergebnislos.
Nach einem Monat befahl der Chef des SD, SS-Sturmbannführer Georg Bernhard Haase, ihre Hinrichtung. Zusammen mit dem Prediger Laurens Touwen aus Makkum wurde sie in einen Wald in der Nähe des Drenther Dorfes Zeijen gebracht und von den Angehörigen des Sicherheitsdienstes Josef Kindel und SD-Offizier Helmuth Schäper erschossen. Ihre Leichen wurden zwei Wochen später von einem Jagdaufseher entdeckt und nach der Identifizierung auf dem Allgemeinen Friedhof in Vries beerdigt.

## Ehrungen und Gedenken

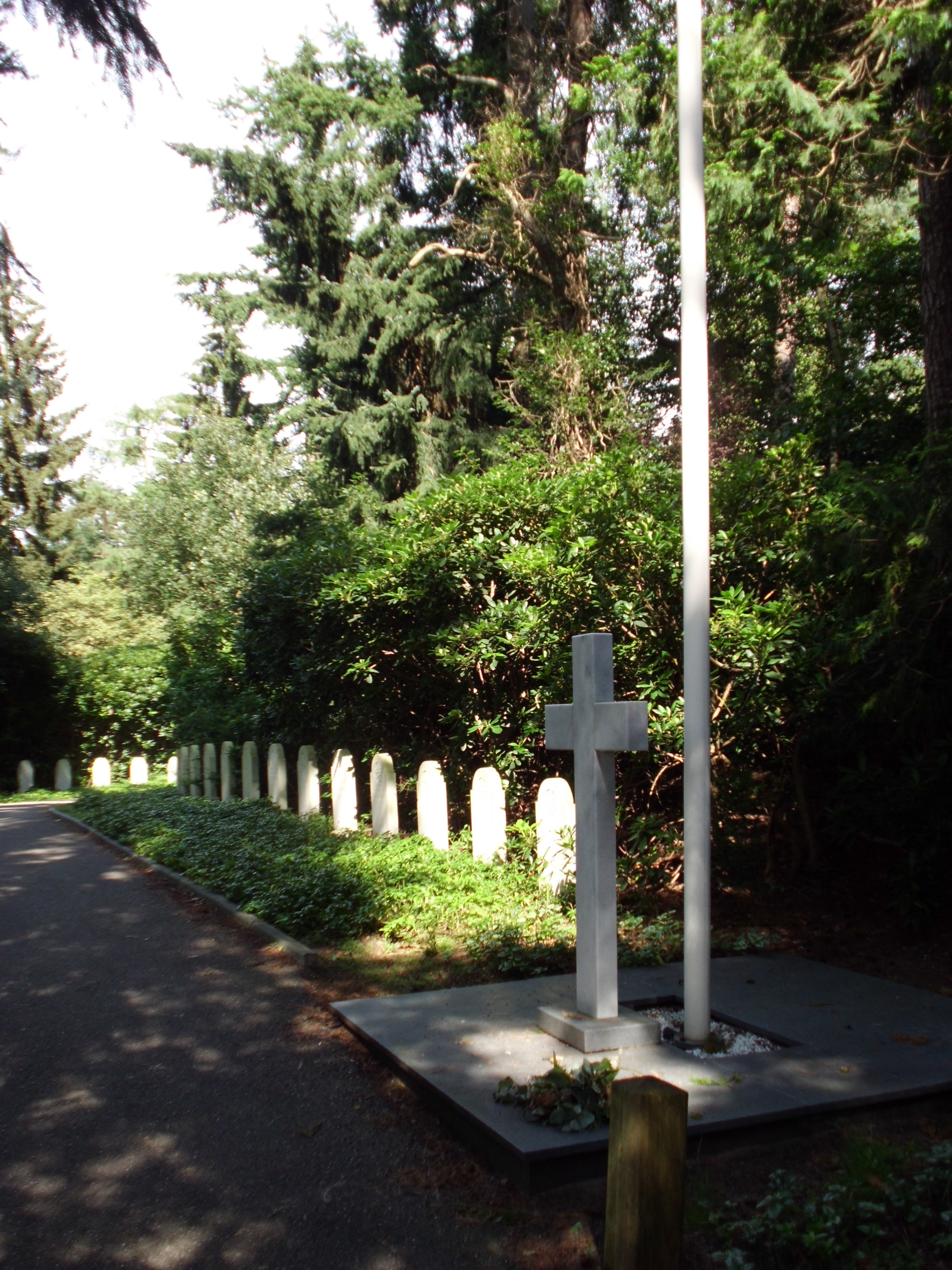
Begraafplaats Rusthof
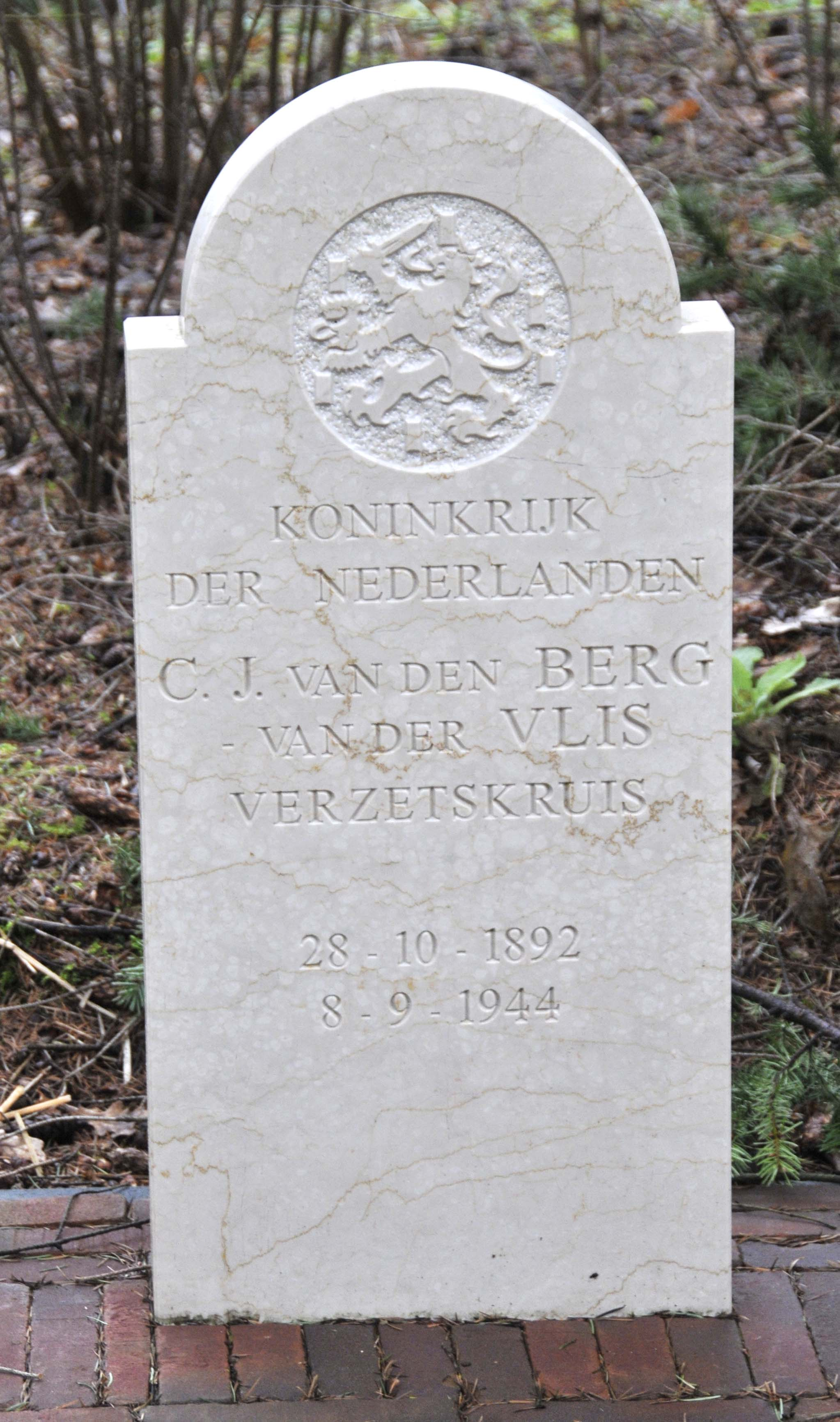
Grabstein

Nach der Befreiung wurden die sterblichen Überreste von Cor van der Vlis und ihrem Mann 1946 nebeneinander auf dem niederländischen Ehrengrundstück des Begraafplaats Rusthof in der Gemeinde Leusden begraben. Ihr Bruder berichtete für die Vereniging Friesland 1940–1945 über ihre Widerstandsarbeit.
Im Jahr 1952 wurde Cor van der Vlis per königlichem Erlass das Verzetskruis 1940–1945 verliehen und 1980 das Verzetsherdenkingskruis (Widerstands-Gedenkkreuz). Sie wurde von Yad Vashem in die Liste der Gerechten unter den Völkern aufgenommen.
Im neuen Leeuwardener Viertel Lekkumerend wurde 1965 die Annie Westlandstraat nach ihr benannt. Ein dort 1968 gebautes Mehrfamilienhaus, erhielt den Namen Annie Westlandflat. 2009 wurde es abgerissen.

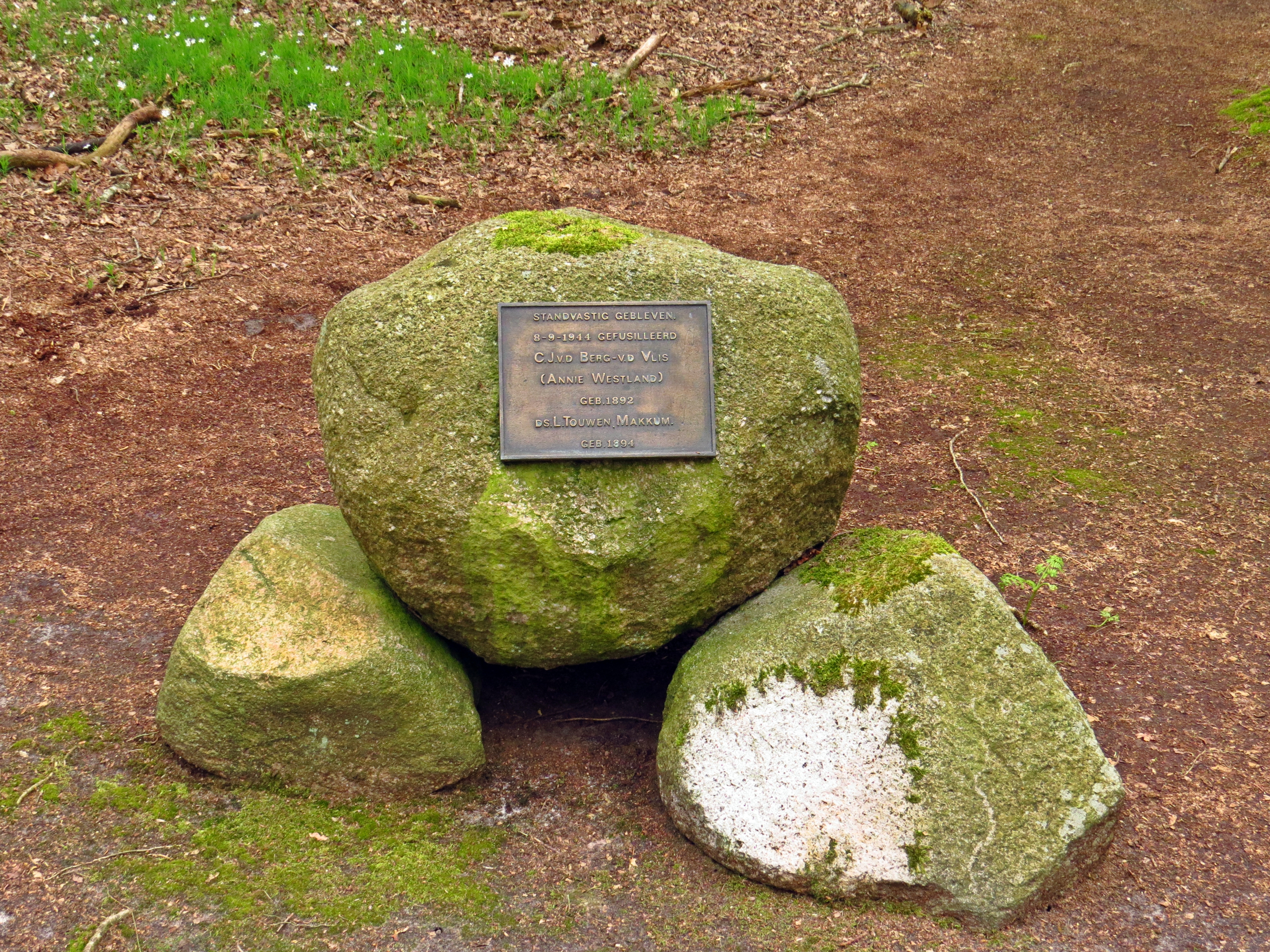
Mahnmal
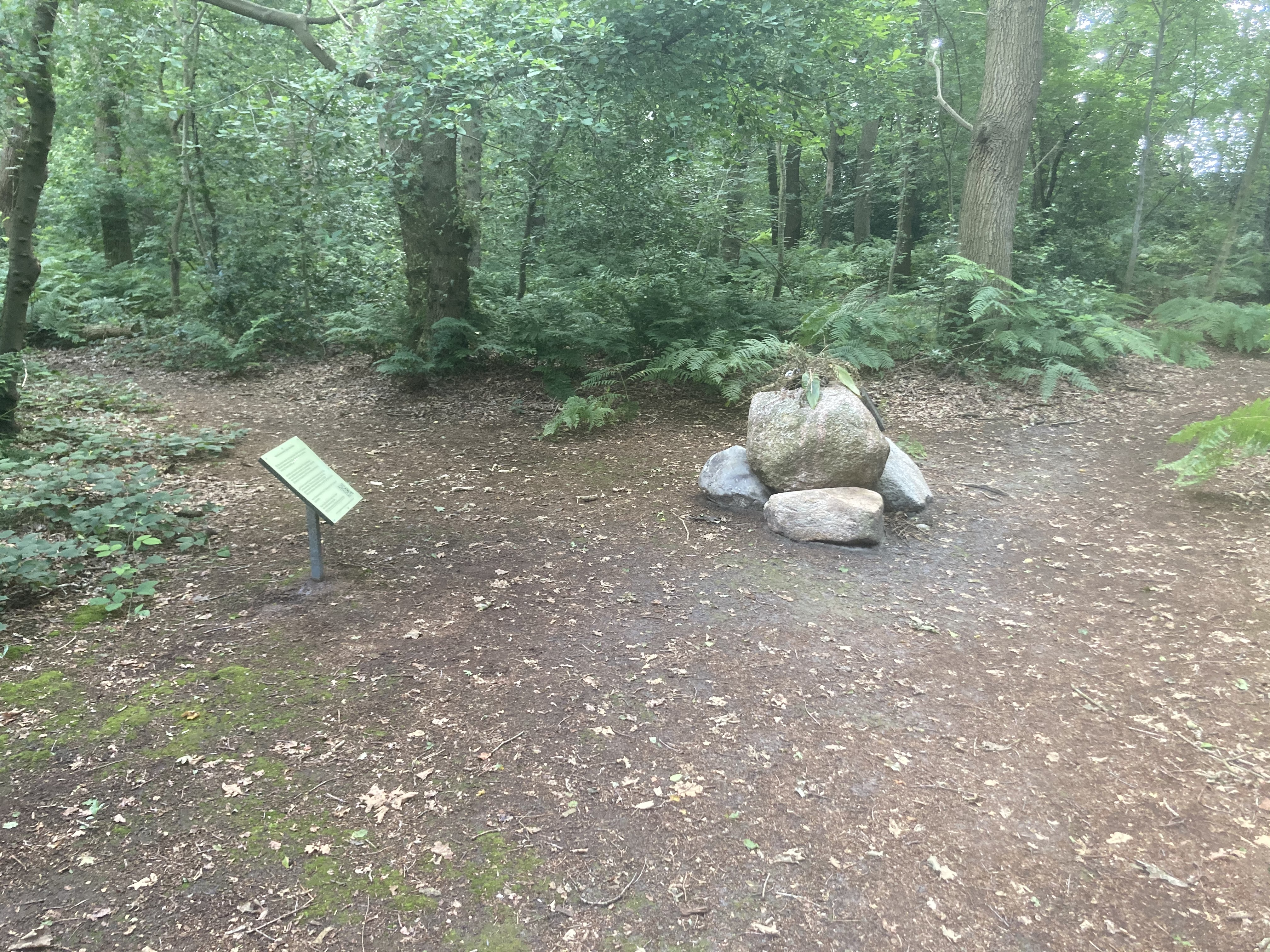
Mahnmal, Wald von Zeijen

Am 8. September 1994 wurde von ihren Verwandten ein Kriegsmahnmal im Zeijer Wald am Peesterweg zwischen Zeijen und Peest eingeweiht. Es besteht aus einem großen Findling mit einer Bronzeplakette für Cor van der Vlis und Lourens Touwen, die an dieser Stelle ermordet wurden. Die Inschrift lautet:
STANDVASTIG GEBLEVEN.

8-9-1944 GEFUSILLEERD

C.J. V.D. BERG-V.D. VLIS

(ANNIE WESTLAND)

GEB. 1892

DS. L. TOUWEN, MAKKUM.

GEB. 1894.
Im März 2022 erschien in den Niederlanden der Kurzfilm „Cornelia“ über die letzten Stunden von Cor van der Vlis und ihre Reflexion über die Ereignisse, die zu ihrem letzten Weg durch den Wald zu ihrer Erschießung führten. Der Film von Sander Blom wurde in Orvelte in Drenthe gedreht. Er wurde auf vielen Filmfestivals aufgeführt und mehrfach ausgezeichnet.